# Сементана (Анкона)
Сементана (итал. Sementana) насеље је у Италији у округу Анкона, региону Марке.
Према процени из 2011. у насељу је живело 14 становника. Насеље се налази на надморској висини од 545 м.